# Meurtres dans le Morvan
Pour plus de détails, voir Fiche technique et Distribution.
Meurtres dans le Morvan  est un téléfilm franco-belge réalisé par Simon Astier en 2018, diffusé pour la première fois, en Suisse, le 2 décembre 2018 sur RTS Un, puis, en Belgique, le 18 janvier 2019 sur La Une et, enfin, en France, le 19 janvier 2019 sur France 3.
Le téléfilm, qui fait partie de la collection Meurtres à..., est une coproduction d'Ego Productions, France Télévisions, Be-Films et la RTBF (télévision belge).

## Synopsis
Une avocate est retrouvée morte dans la fontaine Sainte-Agathe. Cette fontaine a été le lieu de pèlerinage des nourrices du Morvan. Est-ce une coïncidence si la grand-mère de la défunte a également été retrouvée à cet endroit ? Maud Perrin est chargée de l'affaire.

## Fiche technique
- Titre original : Meurtres dans le Morvan
- Réalisation : Simon Astier[1]
- Scénario : Pascal Perbet et Lucile Brandi
- Musique : Erwann Kermorvant
- Photographie : Marc Falchier
- Montage : Nathalie Langlade
- Production : Ego Productions
- Pays d'origine :  France,  Belgique[1]
- Langue : Français
- Genre : Policier
- Durée : 90 minutes[1]
- Dates de première diffusion: 
  -  Suisse : 2 décembre 2018 sur RTS Un
  -  Belgique : 18 janvier 2019 sur La Une
  -  France : 19 janvier 2019 sur France 3

## Distribution

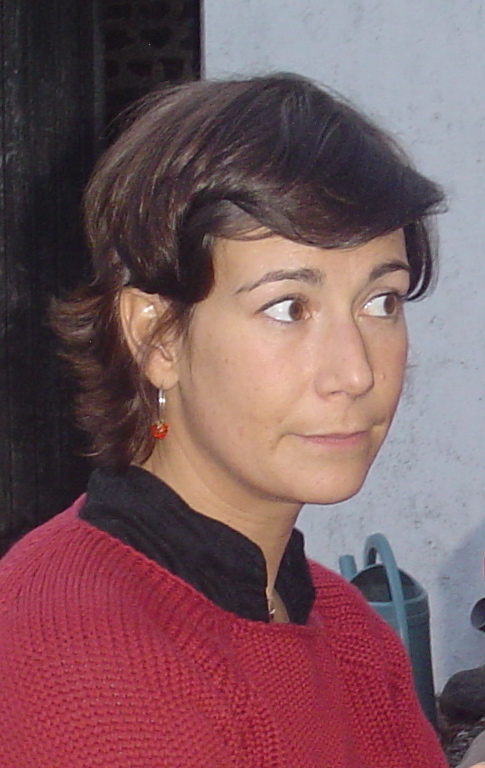
Virginie Hocq
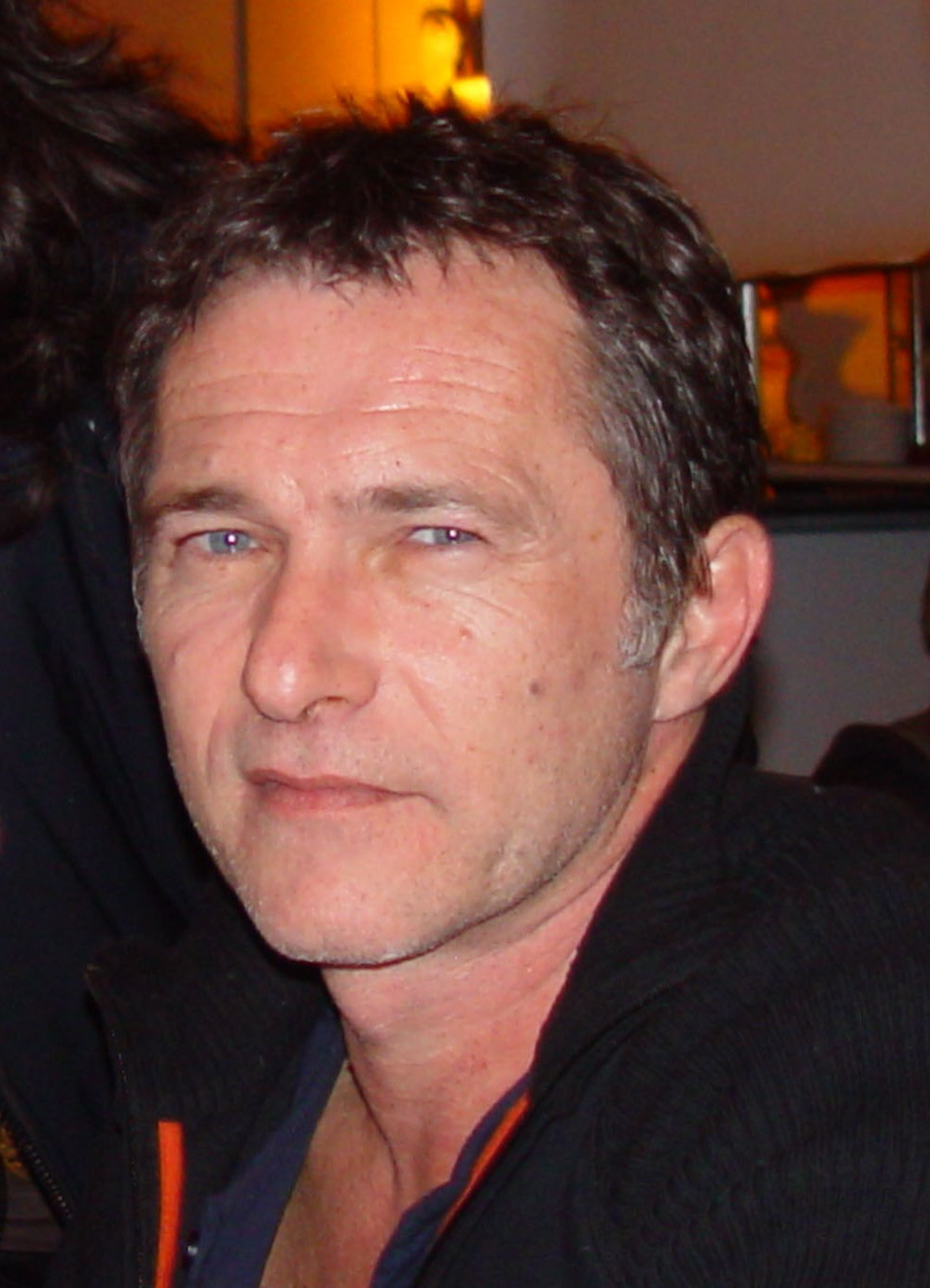
Bruno Wolkowitch
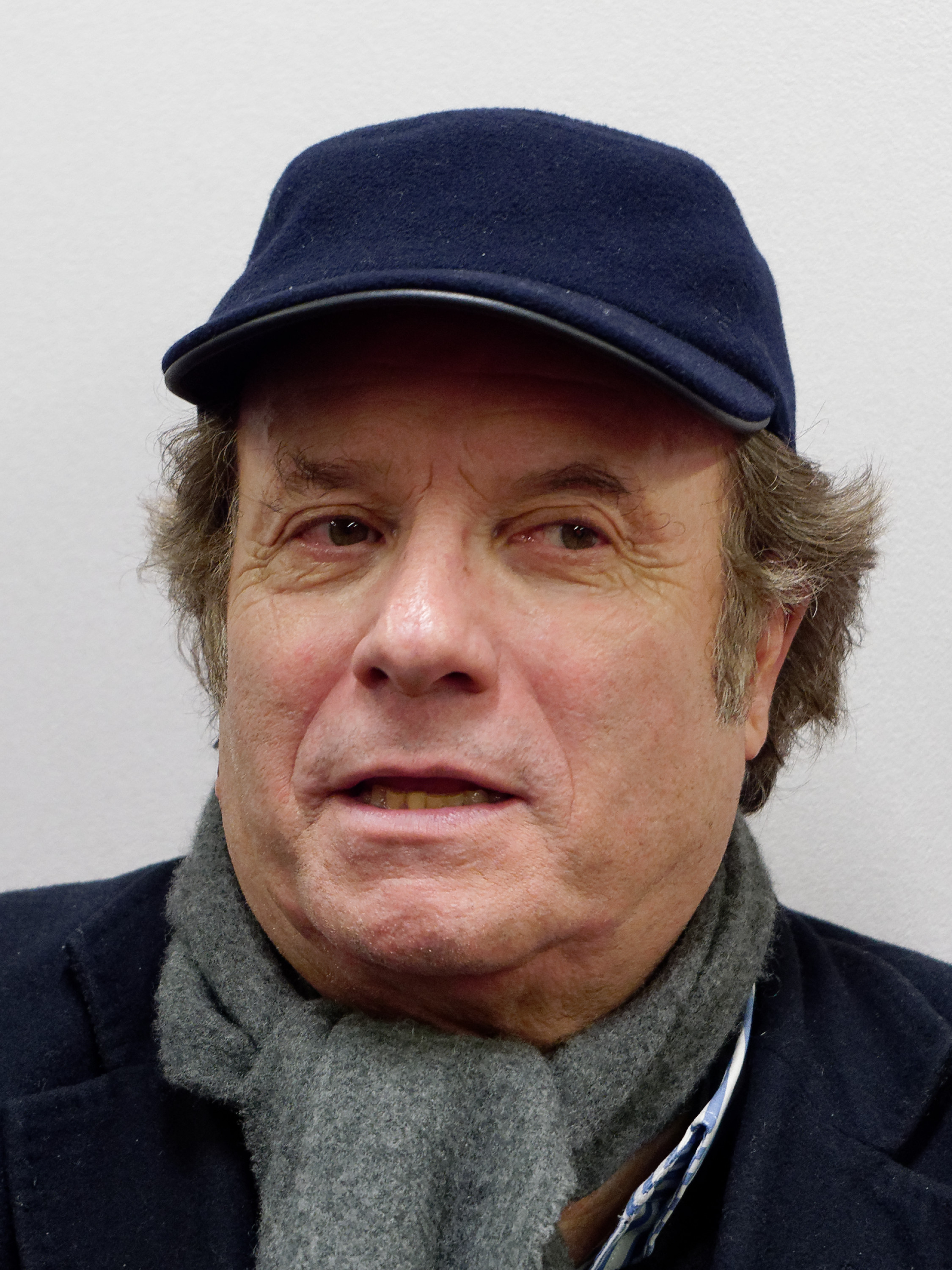
Daniel Russo
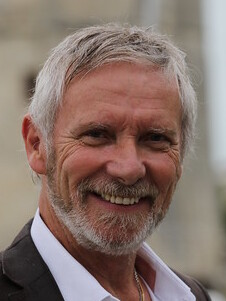
Geoffroy Thiebaut
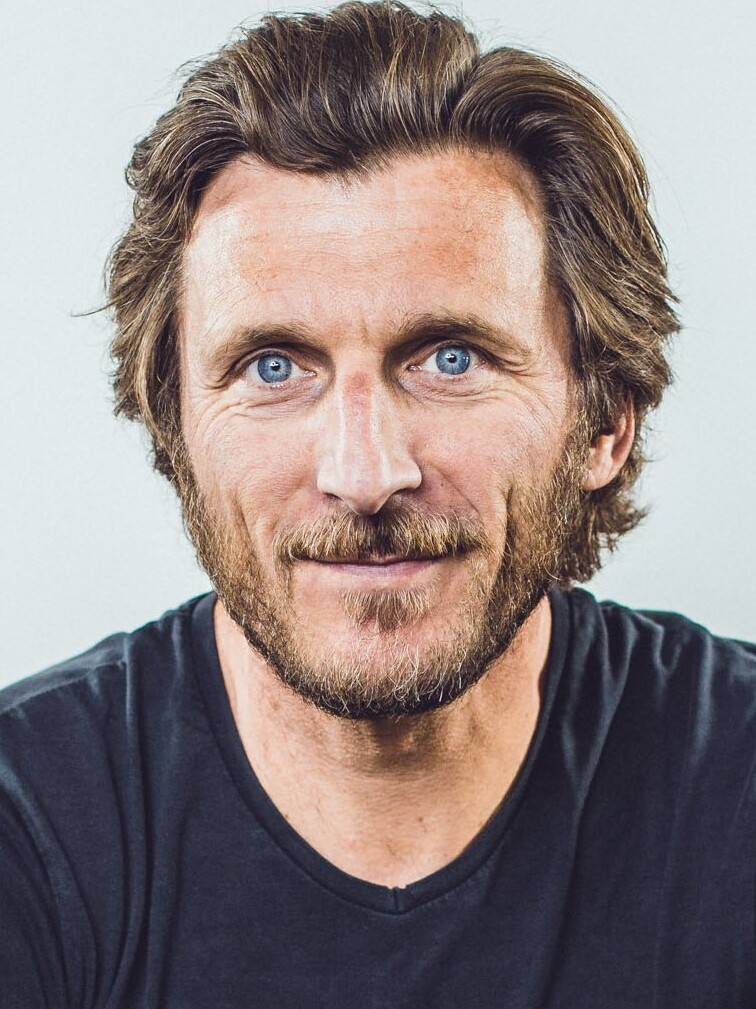
François-Dominique Blin
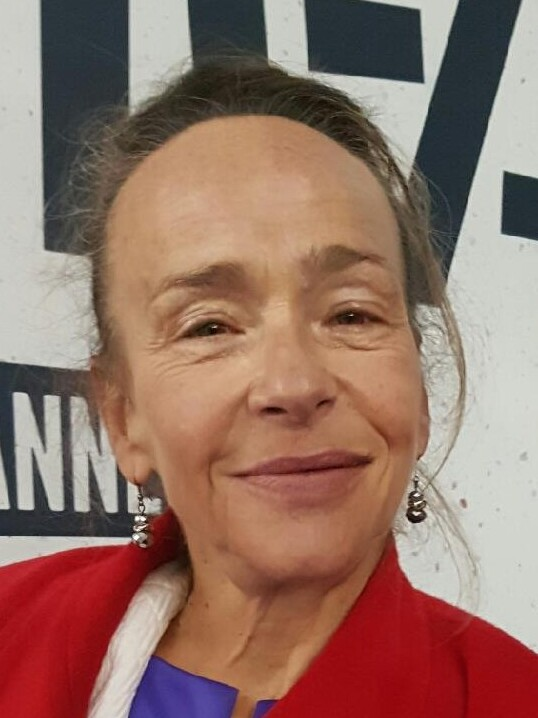
Dominique Frot
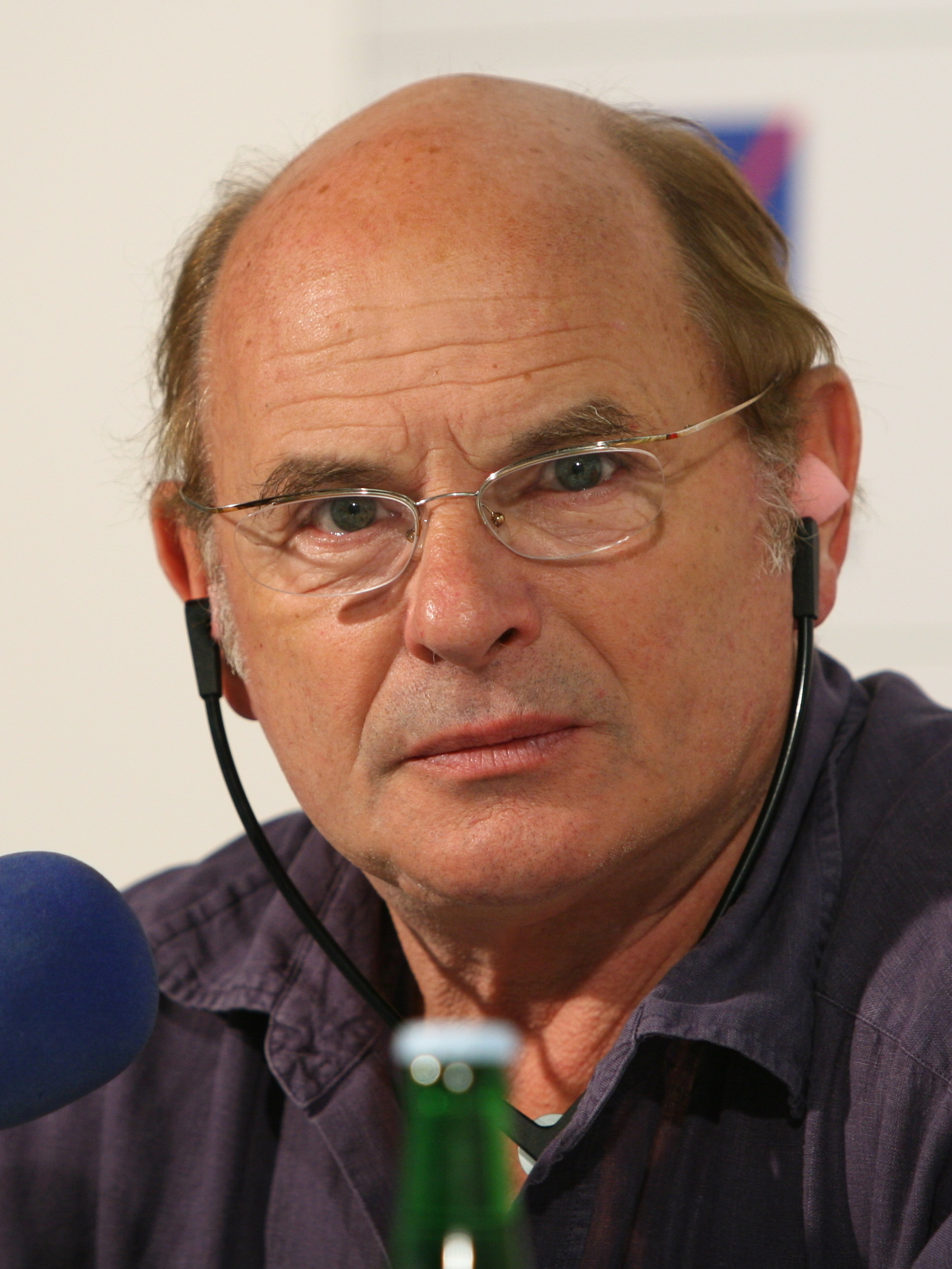
Jean-Francois Stevenin

 Sauf indication contraire, les informations mentionnées dans cette section peuvent être confirmées par la base de données cinématographiques IMDb,  présente dans la section « Liens externes ».
- Virginie Hocq : Maud Perrin
- Bruno Wolkowitch : Julien Demarcy
- Chiara Vergne : Jane Demarcy
- Daniel Russo : Capitaine Lefevre
- Constance Dollé : Elsa Moreau
- Benjamin Penamaria : Aurélien Florot
- Geoffroy Thiebaut : Antoine Perrin
- Lucile Marquis : Caroline Sénéchal
- Sophie Bouilloux : Hélène Lefevre
- Anne-Marie Ponsot : Fernande Sénéchal
- Antoine Ferey : Théo Lefevre
- François-Dominique Blin : Patrick Ducastel
- Bruno Slagmulder : Marc Borel
- Noémie Bousquainaud : Jeune femme à la fontaine Sainte Agathe
- Clément Gaucher : Jeune homme à la fontaine Sainte Agathe
- Caroline Santini : Amélie Florot
- Nicolas Berno : Gendarme
- Dominique Frot : Madame Langrain
- Jean-François Stévenin : Charles Sénéchal

## Tournage
Le téléfilm a été tourné du 3 au 27 juillet 2018 dans la Nièvre, à Château-Chinon et ses environs (Achun, Dun-sur-Grandry, Chaumard), et sur le site de Bibracte (sur le mont Beuvray, entre Nièvre et Saône-et-Loire), les 3 et 4 juillet 2018.

## Accueil critique
Le magazine belge Moustique salue la prestation de Virginie Hocq dans un « registre plus sérieux, dans lequel on la connaît peu ». Le duo qu'elle forme avec Bruno Wolkowitch est jugé « à la fois efficace et attachant ».

## Audience
Lors de sa première diffusion sur France 3, le 19 janvier 2019, le téléfilm a été suivi par 4 596 000 téléspectateurs en France, représentant 21,3 % de part d'audience, deuxième meilleur score de la soirée.